# واين موريس كارون
واين موريس كارون (بالإنجليزية: Wayne Maurice Caron)‏ هو عسكري أمريكي، ولد في 2 نوفمبر 1946 في ميدلبورو في الولايات المتحدة، وتوفي في 28 يوليو 1968 في محافظة كوانغ نام في فيتنام.